# Gefaciliteerde diffusie
Gefaciliteerde diffusie is het proces waarbij moleculen diffunderen door membranen met behulp van transporteiwitten op het membraan.
Deze transporteiwitten fungeren als drager die het molecuul door het membraan heen de cel in of uit helpen, afhankelijk van de concentratiegradiënt. Daarbij binden transporteiwitten zich alleen aan specifieke moleculen, zoals bepaalde aminozuren of suikers. Geleide diffusie gebeurt met de concentratiegradiënt mee (van hoge naar lage concentratie opgeloste stof). Dit passief transport maakt gebruik van speciale transmembraanproteïnen. Enkele voorbeelden zijn: carriërs voor glucosemoleculen en aquaporines voor transport van water.